# Кольорова сіль
Кольорова сіль (болгарська сіль, болг. шарена сол) — кулінарна суміш спецій та солі. Дуже поширена смакова добавка в болгарській кухні, використовується при приготуванні овочевих та м'ясних страв, як холодних, так і гарячих. Подається у складі набору спецій до столу.
Кольорова сіль містить як мінімум три компоненти: сіль, червоний мелений перець (паприку), чабер. Найчастіше використовують суміш п'яти компонентів, включаючи пажитник і чебрець. Іноді додаються змелені в борошно сушені зерна кукурудзи або гарбузове насіння. Залежно від того, чи виготовлений червоний перець із солодких або більш пекучих плодів, строката сіль може мати різну гостроту. Кольорова сіль з додаванням чорного перцю або зіри називають пікантною, але ці прянощі придушують специфічний смак кольорової солі, тому використовуються рідко. У деяких рецептах зустрічаються петрушка, кріп, перцева м'ята, волоські горіхи.
Приготування кольорової солі полягає у подрібненні суміші прянощів та просіюванні готової суміші. Кольорова сіль зберігається в банках. Рекомендують заготовляти та зберігати суміш прянощів, а сіль додавати безпосередньо перед вживанням.